# Sangiovannese 1927
Maillots
L’Associazione Sportiva Dilettantistica Sangiovannese 1927 est un club italien de football. Il est basé à San Giovanni Valdarno dans la Province d'Arezzo.

## Historique

Ancien logo du club

- 1927 - fondation du club sous le nom de US Sangiovannese
- ? - AC Sangiovannese

## Changements de nom
- 1927-1931 : Unione Sportiva Sangiovannese
- 1933-1937 : Fascio Giovanile Sangiovannese
- 1937-1945 : Dopolavoro Sportivo Comunale San Giovanni Valdarno
- 1945-1983 : Unione Sportiva Sangiovannese
- 1983-2011 : Associazione Calcio Sangiovannese
- 2011-2015 : Associazione Sportiva Dilettantistica SanGiovanniValdarno
- 2015- : Associazione Sportiva Dilettantistica Sangiovannese 1927

## Palmarès
- Serie D (D5) :
  - Champion : 2000